# Ђорђе Стијеповић
Ђорђе Стијеповић је српски контрабасиста, певач и композитор, који живи у Лос Анђелесy.
Најпознатији је као контрабасиста групе Тајгер арми (енгл. Tiger Army) и Николодеон телевизијске звезде Дрејк Бела (енгл. Drake Bell).
Стијеповић је био члан групе Хед кет (енгл. The Head Cat) са Леми Килмистером из групе Моторхед (енгл. Motörhead) и Слим Џим Фантомом из групе Стреј кетс (енгл. Stray Cats).
Сарађивао је са музичарима као што су Томи Емануел, Марко Белтрами, Кал, Шира утфила и други.

## Почеци
Ђорђе Стијеповић је одрастао у музичкој породици у Београду. Мајка му је била професорка музике, а отац професионални играч у ансамблу Коло.
Одлучио је да постане музичар са десет година, кад је чуо плоче Елвис Преслија и Стреј кетса.
Почео је да свира гитару, да би са тринаест година прешао на контрабас. Уписао је класичну музичку школу да би убедио родитеље да му купе контрабас.
Своју прву рокенрол групу Лонсом трејн (енгл. Lonesome Train) је основао са 11 година.
Нешто касније се заинтересовао за џез, класичну и традиционалну музику Балкана.
Завршио је Факултет музичке уметности у Београду на одсеку за класични контрабас, као и џез одсек.
Ученик је Мише Блама, Војина Драшкоција и Звонимира Скерла.

## Каријера

### 1995—2004. Први бендови у Србији
Ђорђе Стијеповић се са 18 година прикључио групи Балкан мјузик клаб (енгл. Balkan Music Club), једном од првих етно бендова у Србији.
Овај састав је почетком деведесетих оформио професор Милош Петровић са певачицом Катарином Јовановић (победницом међународног такмичења соло певача "Монсерат Кабаље").
Због ове групе Стијеповић се сматра једним од покретача српске етно сцене.
Са њима се заинтересовао за традиционалну музику Балкана, а нешто касније и за блискоисточну због групе Шира утфила, којој се прикључио 2000.
Шира утфила је 2009. добила награду као најбоља европска етно група, коју додељује холандска организација за музику и плес РАСА.
1999. са Жоржом Грујићем (дувачем групе Ренесанс) оснива групу Марсија, посвећену традиционалној музици Балкана.
Марсија је сматрана прекретницом у развоју српске world music сцене.
У групи је певала композиторка Ања Ђорђевић, добитница Мокрањчеве награде.
Исте 1999. године је основао и нео свинг септет Хавана виспер (енгл. Havana Whisper), прву групу овог стила у источној Европи.
Њихов деби албум "Флембл" (енгл. Flammable) је објављен 2002. за ПГП РТС.
Хавана виспер је прва група у којој је свирао саксофониста Никола Демоња.
РТС је 2002. године о овој групи снимила музички филм Запаљиво.
Највећи наступ групе је био на стадиону Ташмајдан, где су наступили као гости на концерту Бајаге и Инструктора.
Кад је 2003. распустио групу Хавана виспер, основао је рокабили трио Атомик Сансет (енгл. Atomic Sunset), са којим и даље повремено наступа.
Са Атомик Сансетом је објавио један албум за Аутоматик рекордс по имену "Hot Rods & Pin-Ups".
Песме са овог албума се налазе у филму "Ово је рокабили свет" (енгл. It's a Rockabilly World) из 2015.
У овом периоду је седам година свирао у симфонијским оркестрима Борислав Пашћан и са факултетом музичке уметности у Београду.

### 2004—2006. Одлазак у САД
Преселио се у Сан Франциско у јануару 2004. године.
У почетку наступа углавном са локалним блугрес (енгл. Bluegrass) и рокенрол групама.
2006. почиње да свира у групи Дик Дикерсона (енгл. Deke Dickerson), са којим одлази на прве турнеје po Aмерици.
Те године га на концерту са Дикерсоном у Холивуду, примећује Дени Би Харви (енгл. Danny B. Harvey) и позива да се прикључи групи Хед Кет, са Леми Килмистером и Слим Џим Фантомом (енгл. Slim Jim Phantom).

### 2007—2012. Фиштенк ансамбл, Хед кет
2007. проводи углавном на турнејама са групом Хед кет.
Са њима је био један од главних звезди на фестивалу Рокин фифтис фест 3 (енгл. Rockin 50’s Fest III) у Висконсину. Видео снимци са овог наступа су укључени у филм Леми, у коме се појављује и Ђорђе Стијеповић. Групи Хед кет се на концерту на трећем Сансет стрип фестивалу у Холивуду прикључио Слеш, гитариста групе Ганс ен роузис.
Исте те 2007. године је постао члан Фиштенк ансамбла (енгл. Fishtank Ensemble), групе која у свом звуку комбинује ромску музику из различитих крајева света (Балкан, Турска, Шпанија - фламенко…) са Њу Орлеанс џезом.
Са њима је пропутовао цео свет, а у оквиру европске турнеје 2013. су наступали и у Црној Гори. Музика групе Фиштенк ансамбл се чује у филму Дивља мета са Емили Блант и Руперт Еверетом.
Са Фиштенк ансамблом је стекао култни статус на светској етно сцени, као и међу многим холивудским звездама као што је Тим Робинс и Су Вонг.

### 2013—данас Дрејк Бел, Тајгер арми
У децембру 2013. је добио позив да свира у групи Дрејк Бела, као гост на божићном концерту Брајан Сецера (енгл. Brian Setzer) у Долби театру.
Бел је oд почетка био одушевљен Стијеповићем, тако да је постао неизоставни члан бенда, а та сарадња траје и даље.
Највећи заједнички наступ им је био у октобру 2014. на стадиону Форо Сол у Мексико ситију пред 55.000 људи.
У октобру 2015. је постао члан најпопуларније сајкобили групе на свету Тајгер арми.

### Солистички рад
Солистички рад Ђорђа Стијеповића је под великим утицајем традиционалног џеза и музике Балкана и Блиског истока.
Инсистира да музику гледа као целину, а жанрове унутар те целине посматра из перспективе укуса.
Његове оригиналне композиције су укључене на две компилације Србија саундс глобал (енгл. Srbija Sounds Global: All Stars) и Ворлд мјузик фром Србија (енгл. World Music from Serbia).
Редовно наступа у дуету са водећим светским трбушним плесачицама као што су Рејчел Браис и Мира Бец.
У септембру 2015. године, својим соло концертом у Дому Омладине Београда је отворио први фестивал посвећен контрабасу у Београду "Бејс пешн" (енгл. Bass Passion). У својој групи окупио је неке од најбољих српских музичара, гитаристу Александра Седлара, клавиристу Васила Хаџиманова и бубњара Предрага Милутиновића.

### Позориште и филм
Стијеповић је учествовао у више позоришних представа као што су Свако (Атеље 212, Београд), Како вам драго (калифорнијско Шекспир позориште, Оринда), Звуци лета (Холивуд бол, Холивуд), а више пута се појављивао као гост у новогодишњој представи Атеље 212 Брод плови за Београд.
Појављује се у документарним филмовима Леми и Ово је рокабили свет, као и музичком ТВ филму Запаљиво.

### Друге сарадње
Ђорђе Стијеповић је наступао са многим светски познатим музичарима изузетно различитих музичких стилова. Запажени су његови наступи са гитарским виртуозом Томијем Емануелом, као и гостовања на албумим електронске групе Битс Антик и реге/рок групе Рупа енд ди Ејприл Фишис.
Неке од других сарадњи су са рокенрол пионирима као што су Донован, Вандa Џексон, Дел Хокинс, Скоти Мур бенд, Ди Џеј Фонтанa,
Сони Брџис, Џо Клеј, Еди Бонд, Џин Самерс, легенде блуза Били Бој Арнолд и Џоди Вилијамс, свинг групом Скуирел нат зипрс (енгл. Squirrel Nut Zippers), поп звездом Арон Картер, а сарађивао је и са Холивудским филмским композиторима, Марком Белтрамијем и Денијем Елфманом.
У Србији је учествовао као гост на албумима групе Кал и Марчела. Оба Кал албума на којима је свирао су заузела прво место на престижној World Music Chart Europe топ листи (Кал 2006. и Радио романиста 2009).

## Стил свирања
Стијеповића многи сматрају најбољим слеп контрабасистом на свету.
Слеп је техника која се развила у Њу Орлеансу почетком двадесетог века, где десна рука има првенствено перкусивну улогу.
Пише прву књигу о овој техници.
У више наврата напомиње да не воли да буде класификован у један музички жанр и да посматра музику као једну целину.
У његовом свирању могу да се чују утицаји разноразних стилова, као што су рокабили, џез, блуз, кантри, цигански, панк, метал и класика.
“У почетку сам се трудио да копирам моје омиљене рокабили басисте, а онда сам ишао дубље у прошлост и проучавао старе џез, блуз, кантри и снимке са циганском музиком. У исто време сам слушао панк, метал и студирао класичну музику."

## Слеп уметност
Интензивно се бави проучавањем слеп технике и њеног историјата од 2002. године.
У циљу популаризације ове технике, 10. јуна 2009. године је основао веб сајт Арт ов слеп бејс (енгл. Art of Slap Bass) у оквиру ког промовише друге извођаче овог стила.

За овај веб сајт пише информативне чланке о техници и интервјуише легенде (Маршал Лајтл, Реј Кемпи, Џејмс Кркленд), као и савремене извођаче који је користе (Никола Дубуше, Рајан Голд, Бо Семпл...).

## Утицаји
Стијеповић најчешће наводи групе Стреј кетс (енгл. Stray Cats), Клеш (енгл. The Clash), Моторхед (енгл. Motörhead), Тома Вејтса (енгл. Tom Waits) и Чарли Мингуса (енгл. Charles Mingus) као своје највеће музичке инспирације.
За басистичке узоре издваја Вили Диксона, Стив Брауна, Џо Зинкана и Милт Хинтона.
"Слушам традиционални џез, блуз, блугрес, сурф, панк, хеви метал, сајкобили, барок, класику, као и традиционалну музику различитих култура, посебно Балкана и Блиског истока. Завршио сам музичку академију за класични контрабас, као и џез одсек за аранжирање и контрабас, што је такође доста утицало на креирање мог музичког укуса."

## Опрема
Стијеповића спонзоришу компаније Блест калт, Томастик, Оранџ, Могами, Мохави и Кодабоу.
Од 2011. године главни инструмент му је „Велика бела”, контрабас који је компанија Блест калт направила по његовим спецификацијама.
На себи има уграђен прототипски систем од три пикапа.
Симбол који се види иза жица је Стијеповићев лого који је стилизована комбинација слова Ђ и бас кључа, коју је дизајнирао уметник Жељко Гајић.
Користи Томастик жице од кад је био тинејџер.
Од 2006. године је један од амбасадора ове компаније.
Свира њихов модел Спирокор, Соло, а у последње време и нови прототип.
Користи Оранџ појачала, Могами каблове, Мохави микрофоне и Кодабоу карбонска гудала.

## Филмографија
- Ово је рокабили свет[51] (филм) (2015)
- Леми (филм) (2010)
- Фиштенк ансамбл - Woman in Sin[52] (видео спот) (2010)
- Атомик сансет - Hot Rods & Pin-Ups[53] (видео спот) (2007)
- Хавана виспер - Запаљиво[25](филм) (2002)

## Дискографија
Соло
- World Music from Serbia (2009 WMAS Records)
- Srbija Sounds Global – All Stars (2008 Б92)

Фиштенк ансамбл (енгл. Fishtank Ensemble)
- Edge of the World (2014 Fishtank Records)
- Live at KDHX Volume 9 (2011 KDHX Records)
- Ciocarlia/Циганка сам мала (2010 Fishtank Records)
- Woman in Sin (2010 Fishtank Records)
- Музика из филма Wild Target (2010 Phantasm Imports)
- Live at Strings (2008 Estradasphere)
- Samurai Over Serbia (2007 Fishtank Records)

Атомик Сансет (енгл. Atomic Sunset)
- Hot Rods & Pin-Ups (2007 Аутоматик/Warner Bros.)

Шира утфила (енгл. Shira Utfila)
- Sephardic Songs from the Balkans (2008 Orange World Records)
- At thy Gates O Jerusalem (2003 ПГП РТС)
- Nagila Alleluia (2001 самостално издање)

Марсија (енгл. Marsya)
- Високо дрво (2003 ПГП РТС)
- Srbija: Sounds Global 2 (2003 Б92)

Хавана Виспер (енгл. Havana Whisper)
- Flammable (2002 ПГП РТС)
- Giga Mix 2 – Various Artists (2002 ПГП РТС)

Балкан мјузик клаб (енгл. Balkan Music Club)
- Live in Belgrade 1999 (2008 WMAS Records)